# Bạc má mũ đen
Bạc má mũ đen, tên khoa học Poecile atricapillus, là một loài chim trong họ Paridae.
Nó là chim biểu tượng tiểu bang của Maine và Massachusetts ở Hoa Kỳ, là chim biểu tượng tỉnh New Brunswick ở Canada. Loài chim này đáng chú ý với khả năng hạ thấp nhiệt độ cơ thể của nó trong đêm mùa đông lạnh, trí nhớ không gian xác định nơi cất trữ thức ăn, và sự dạn dĩ của nó đối với con người (chúng có thể ăn thức ăn trên bàn tay con người).

## Hình ảnh

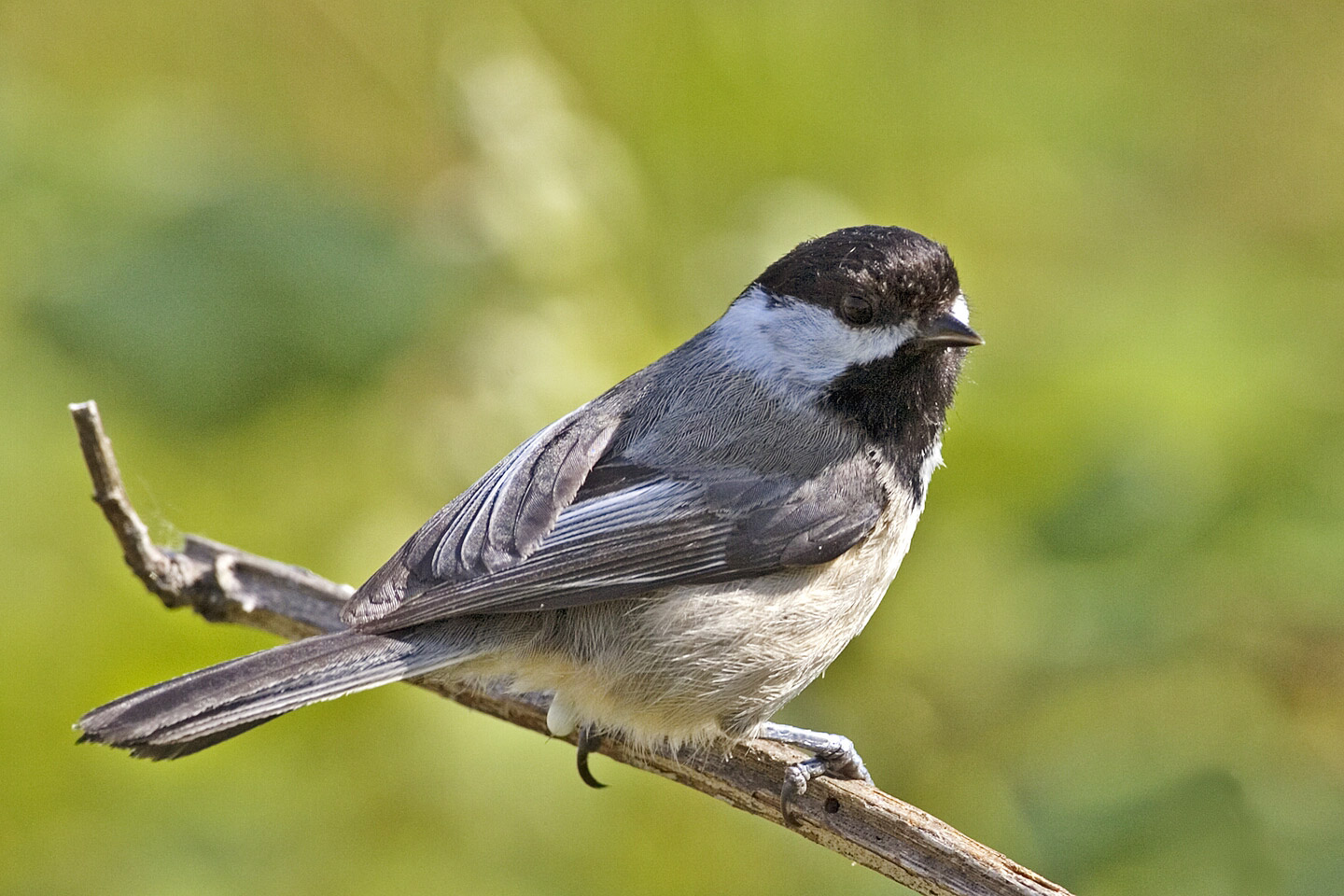
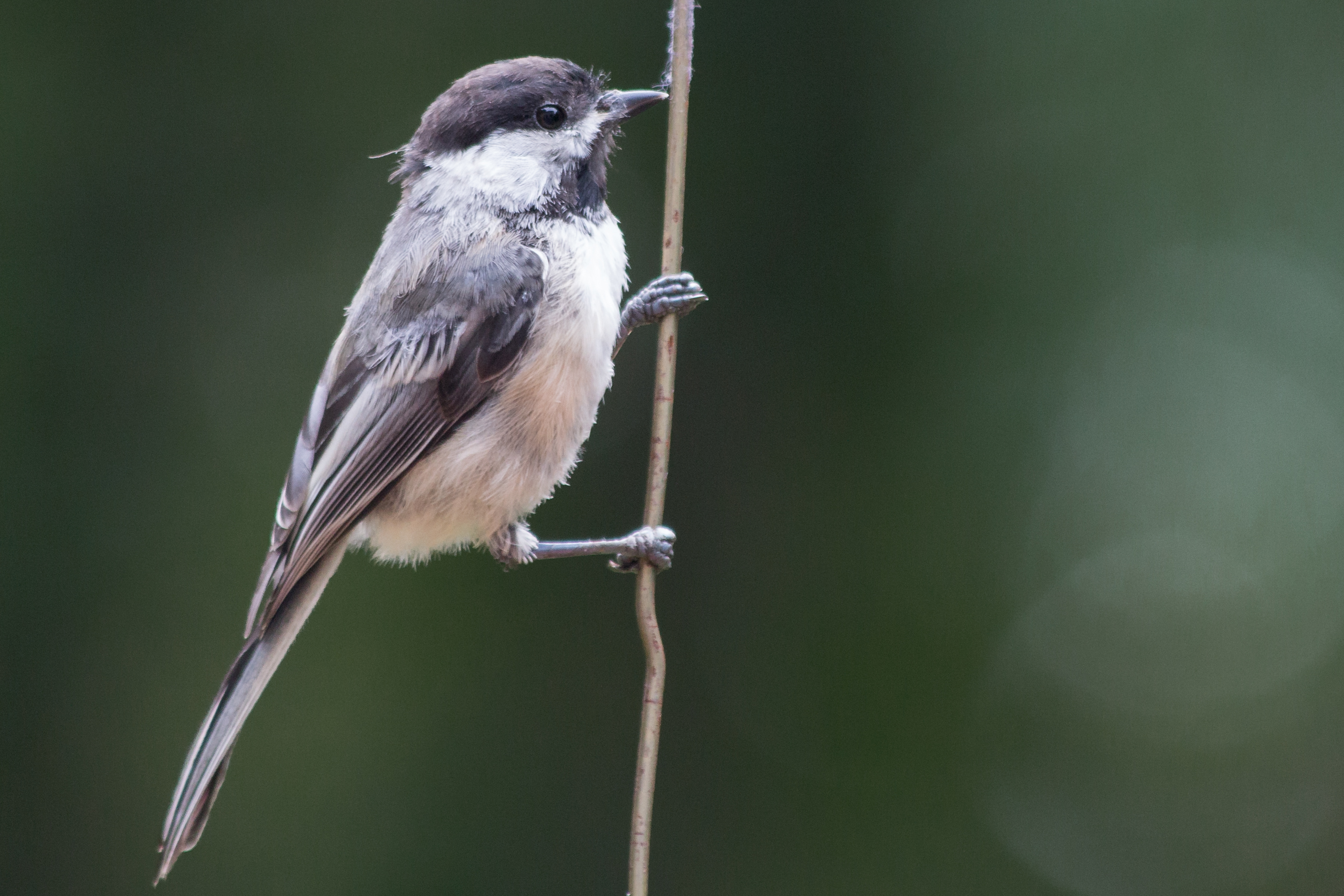
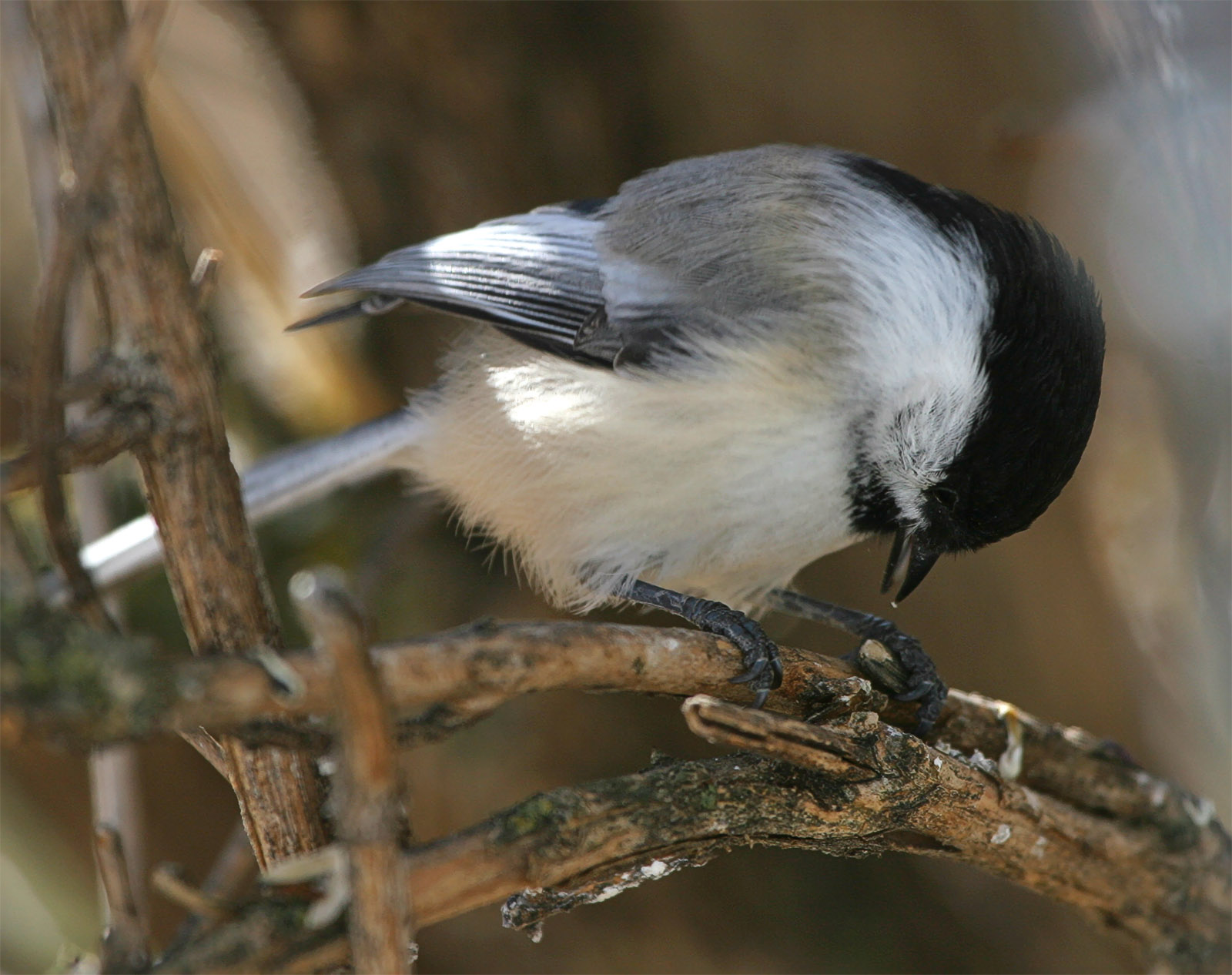
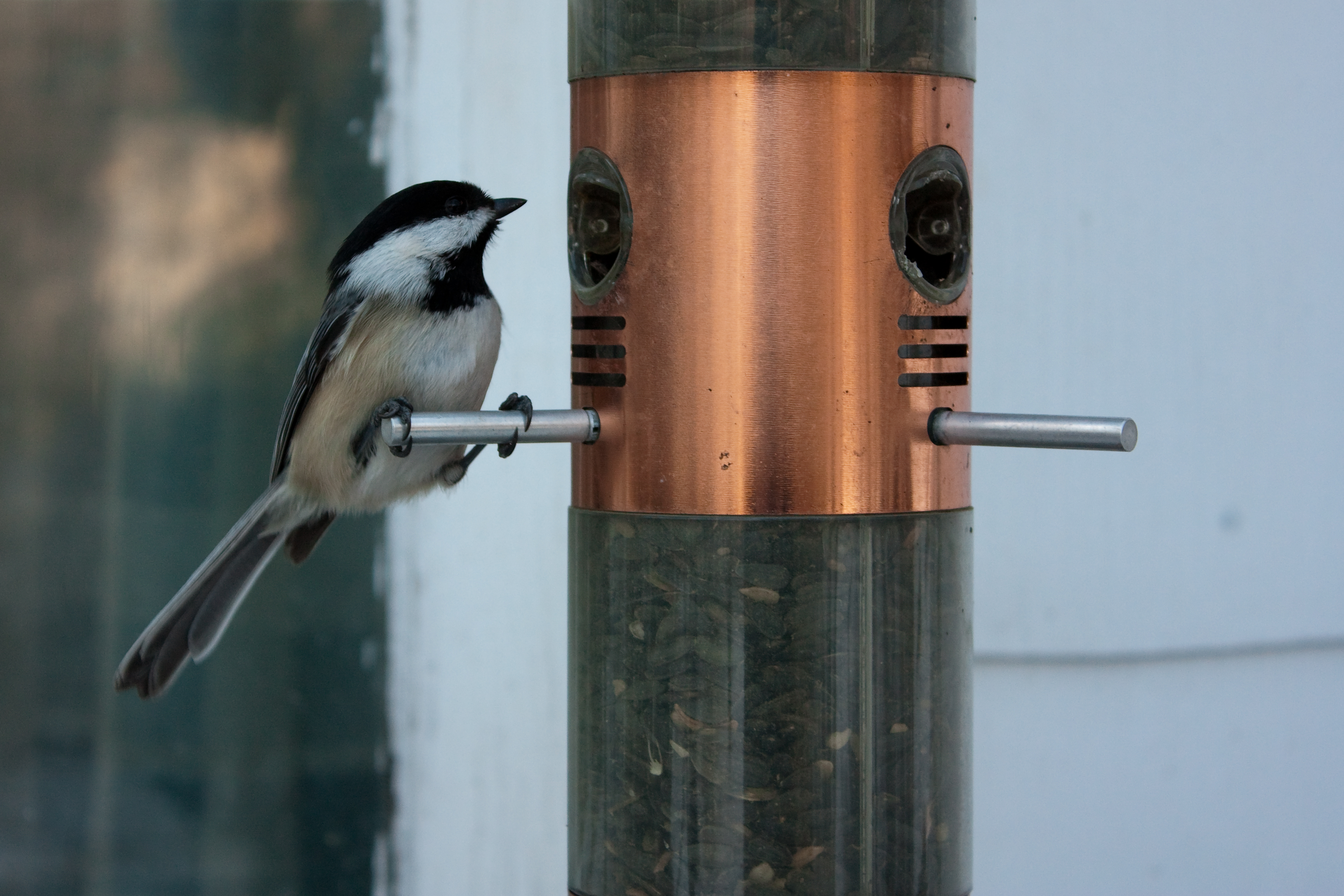
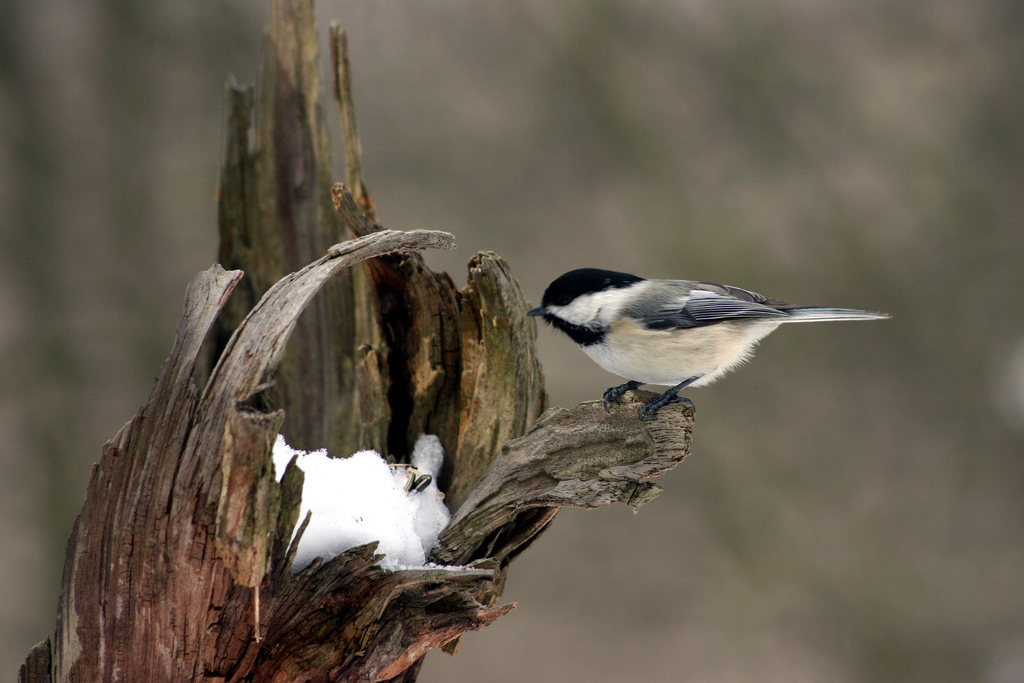